# Christína Boúrbou
Christína Boúrbou, en grec moderne : Χριστίνα Μπούρμπου, née le 21 octobre 2000, est une rameuse grecque. Aux côtés de María Kyrídou, elle a remporté quatre médailles d'or pour la Grèce en un peu plus de quatre mois. La dernière est la médaille d'or aux Jeux olympiques de la jeunesse de 2018,,,. Elle a également participé, avec María Kyrídou, aux Jeux olympiques d'été de 2020, atteignant la finale et prenant finalement la cinquième place.